# Габріель Огандо
Габріель Огандо (ісп. Gabriel Ogando, 22 серпня 1921, Ла-Плата — 16 липня 2006, Буенос-Айрес) — аргентинський футболіст, що грав на позиції воротаря, зокрема, за «Естудьянтес», а також національну збірну Аргентини.

## Клубна кар'єра
У дорослому футболі дебютував 1939 року виступами за команду «Естудьянтес» з рідної Ла-Плати, в якій провів чотирнадцять сезонів, взявши участь у 347 матчах чемпіонату. Більшість часу, проведеного у складі «Естудьянтес», був основним голкіпером команди.
Протягом 1953—1954 років захищав кольори «Уракана», а завершував ігрову кар'єру у команді «Рівер Плейт», в якій досвідчений воротар провів два сезони  1955 і 1956 років, обидва з яких були для його команди чемпіонськими.

## Виступи за збірну
1945 року дебютував в офіційних матчах за національну збірну Аргентини, провівши того року чотири гри у її складі. Свою п'яту і останню гру за національну команду провів лише 1952 року.
До того був у заявці збірної на домашній чемпіонат Південної Америки 1946 року, на якому був резервним голкіпером, дублером Клаудіо Вакки, а його команда здобула свій восьмий титул континентальних чемпіонів.
Помер 16 липня 2006 року на 85-му році життя в Буенос-Айресі.

## Титули і досягнення
- Переможець чемпіонату Південної Америки (1):

Аргентина: 1946
- Чемпіон Аргентини (2):

«Рівер Плейт»: 1955, 1956